# 永阳镇 (涞水县)
永阳镇，是中华人民共和国河北省保定市涞水县下辖的一个乡镇级行政单位。

## 行政区划
永阳镇下辖以下地区：
东永阳村、西永阳村、北七山村、东垒子村、西垒子村、居士村、南桥头村、二十里铺村、铺头村、行宫村、北秋兰村、丛西村、南庞村、周家庄村、檀山村、南洛平村、北洛平村、西洛平村、东洛平村、幸福庄村和孙家坟村。